# 書誌学 (雑誌)
『書誌学』（しょしがく）は、かつて日本書誌学会が発行していた機関誌である。

## 創刊から停刊まで

### 日本書誌学会の発足
1931年、安田善次郎が台頭してきた書誌学の進展を援助する意図のもとに発起した同人が発展して日本書誌学会となり、その機関誌として1933年1月に創刊された。同人には、和田萬吉、市島謙吉の図書館界重鎮、愛書家として徳富蘇峰、内野皎亭、それに官営図書館や有力文庫の担当者が加わっていた。同人会合の運営には橘井清五郎と長沢規矩也・川瀬一馬があたり、その後、同人の逝去が多く、また安田の庇護から離れ、共立社印刷所社長春山治部左衛門の厚意の下で雑誌だけは発行していたが、第二次世界大戦のために1942年1月に停刊した。創刊号からの編纂者は長沢と川瀬、編纂兼発行者は木村一郎となっている。

## 復刊から再度の休刊まで
1965年7月に、長沢規矩也を編集兼発行者として復刊 新1号が発行され、以後不定期に発行された。復刊新1号の「復刊の辞」および「編集後記」によると、春山治部左衛門に復刊をすすめられていたが春山の古希を機に実現した。発行所は長沢の自宅を住所とする日本書誌学会となっている。また、この号の会告によると使用活字体は旧字体、仮名は原稿に従うも、なるべく旧仮名となっている。
1985年5月発行の復刊新35・36号までで、その後は発行されていない。